# Ʌ
Ʌ ist ein auf dem Kopf stehendes V. Es wird in der temnischen Sprache, im Afrika-Alphabet und im pannigerianischen Alphabet benutzt. Der Kleinbuchstabe ʌ gehört zum IPA-Alphabet und stellt den ungerundeten halboffenen Hinterzungenvokal dar. 
Optisch ähnliche Zeichen sind der Großbuchstabe Lambda aus dem griechischen Alphabet (Λ) und das Logiksymbol für die Und-Verknüpfung ({\displaystyle {\land }}).